# Mattias Nylund
Mattias Nylund, född 23 september 1980 i Sundsvall, är en svensk fotbollsspelare (back) och tränare. 
Nylund har Söråkers IF som moderklubb och kom via IFK Timrå till GIF Sundsvalls akademi 1997. I Allsvenskan har han representerat AIK, Trelleborg och GIF Sundsvall och varit utlandsproffs i Österrike och Norge. 
Nylund har spelat en A-landskamp mot Mexiko (2005). 
Efter avslutad elitkarriär 2010 har han haft olika tränaruppdrag i Sverige och Norge. 

## Klubbar
- Östavalls IF (2011)
- GIF Sundsvall (2010)
- Trelleborgs FF (2008-2009)
- Aalesunds FK (2006-2007)
- GIF Sundsvall (2004-2005)
- AIK (2003)
- IFK Timrå (2002)
- GIF Sundsvall (2000-2001)
- SV Josko Ried (1999/2000)
- GIF Sundsvall (1998-1999)
- GIF Sundsvall tipselit/akademi (1997)
- IFK Timrå (1991-1996)
- Söråkers IF (moderklubb)

### Klubbar som tränare
- Steinkjer FK (2020-2023)

- IFK Timrå (2019)

- Sundsvalls DFF (2017-2019)

- Egersunds IK (2015)

- GIF Sundsvall tipselit/akademi (2011-2014)